# Nit de jocs
Nit de jocs (títol original en anglès, Game Night) és una pel·lícula estatunidenca d'humor negre de 2018 dirigida per John Francis Daley i Jonathan Goldstein i escrita per Mark Perez. És protagonitzada per Jason Bateman i Rachel McAdams, i segueix un grup d'amics, la nit de jocs dels quals es converteix en un veritable misteri després que un d'ells és aparentment segrestat per lladres. El repartiment també inclou a Billy Magnussen, Sharon Horgan, Lamorne Morris, Kylie Bunbury, Jesse Plemons, Michael C. Hall i Kyle Chandler. Warner Bros. Pictures va estrenar la pel·lícula el 23 de febrer de 2018. Ha estat doblada al català.

## Argument
Un grup d'amics que es reuneix de forma periòdica per passar una nit de jocs es troben una nit tractant de resoldre el misteri d'un segrest.

## Repartiment
- Jason Bateman: Max Davis, l'espòs de Annie.
- Rachel McAdams: Annie Davis, l'esposa de Max.
- Kyle Chandler: Brooks Davis, el germà de Max.
- Billy Magnussen: Ryan, un amic de Annie i Max.
- Sharon Horgan: Sarah
- Lamorne Morris: Kevin, l'espòs de Michelle.
- Kylie Bunbury: Michelle, l'esposa de Kevin.
- Jesse Plemons: Gary Kingsbury, el veí de Max i Annie.
- Michael C. Hall: El Búlgar
- Danny Huston: Donald Anderton
- Chelsea Peretti: Glenda
- Camille Chen: a Dr. Chin
- Zerrick Williams: Val
- Joshua Mikel: Colin
- Michael Cyril Creighton: Bill

Addicionalment, els directors John Francis Daley i Jonathan Goldstein fan cameos: Carter i Dan, respectivament. Malcolm Hughes apareix: Kenny (acreditat com a "Not Denzel"), mentre que Jessica Lee apareix com a Debbie, l'exparella de Gary. Jeffrey Wright fa un cameo no acreditat com un actor interpretant un agent de l'FBI.

## Producció
El 24 de maig de 2016, New Line Cinema va contractar a Jonathan Goldstein i John Francis Daley per reescriure i dirigir la pel·lícula Game Night, que Jason Bateman va produir amb Aggregate Films. El gener de 2017, Rachel McAdams, Bateman, i Jesse Plemons van ser triats com a protagonistes. El febrer de 2017, Kylie Bunbury es va unir al repartiment, i al març, Lamorne Morris, Billy Magnussen, Kyle Chandler, i Sharon Horgan s'hi van afegir. A l'abril de 2017, Jeffrey Wright es va unir com un agent de l'FBI, rol pel qual finalment no va sortir als crèdits.

### Rodatge
El rodatge va començar a inicis d'abril de 2017 a Atlanta, Geòrgia.

## Estrena
Warner Bros. Pictures originalment planejava estrenar la pel·lícula el 14 de febrer de 2018. La data va ser canviada al 2 de març de 2018, per després ser avançada al 23 de febrer de 2018.